# Litwa
Litwa (укр. Литва) — польськомовна газета, яку редагував і видавав Мечісловас Давайніс-Сільвестрайтіс у Вільнюсі, що на той час входив до складу Російської імперії, з липня 1908 року до травня 1914 року.
Газета виходила щомісяця у 1908 році, раз на два тижні у 1909–1912 роках і щотижня у 1913–1914 роках. Вона була орієнтована переважно на польськомовних литовських шляхтичів, які зберігали подвійну польсько-литовську ідентичність, і мала на меті залучити їх до Литовського національного відродження. Литовські активісти вважали, що шляхтичі були литовцями, які «забули» своє литовське коріння та спадщину, і їх потрібно було «повернути» до литовської нації. Газета підтримувала концепцію етнографічної Литви та різко критикувала ідеї відтворення старої Речі Посполитої польською партією Національна демократія. На практичному рівні Litwa також писала про те, як протидіяти полонізації Вільнюса та Віленської губернії. Це згодом призвело до створення окремого польськомовного журналу Lud, орієнтованого на польськомовних селян регіону. Газета не стала каталізатором полемічних дискусій і не породила нових ідей. Вона переважно перекладала та відображала ідеї, які пропагували Литовські християнські демократи та лит. Tautiškoji demokratų partija, трансліт. Націонал-демократи. Їй не вдалося привернути та утримати увагу польських груп, крайовців чи активістів Білоруського національного відродження. Газета припинила існування через низьку читацьку аудиторію та фінансові труднощі у травні 1914 року.

## Історія видання
Плани щодо створення газети з’явилися у 1905 році. Мечісловас Давайніс-Сільвестрайтіс та Йонас Басанавічюс обговорювали заснування газети у березні 1905 року, а Давайніс-Сільвестрайтіс розробив її програму у листопаді 1905 року. Давайніс-Сільвестрайтіс і Донатас Малінаускас опублікували пропозицію щодо нової газети, яка мала б «пом’якшити» литовсько-польські відносини, у Kurjer Litewski у січні 1907 року, але фактична робота над створенням видання розпочалася лише у 1908 році. Разом із Басанавічусом Давайніс-Сільвестрайтіс завершив проєкт газети у травні 1908 року, отримав дозвіл від уряду та випустив перший номер 24 липня 1908 року. Газета виходила щомісяця у 1908 році, раз на два тижні у 1909–1912 роках і щотижня у 1913–1914 роках.
Перший випуск мав наклад 2000 примірників, але незабаром його скоротили до 1000 примірників. Навіть тоді у 1909 році Давайніс-Сільвестрайтіс продавав лише 60–70% накладу. У першому випуску було лише 47 передплатників, але їхня кількість зросла до 476 у 1909 році та 631 у 1911–1913 роках. Незважаючи на орієнтацію на литовських шляхтичів, газету передплачувало переважно католицьке духовенство (з 476 передплатників у 1909 році 315 були священниками, а лише 51 — шляхтичами). Газета також поширювалася через різні книгарні, литовські товариства та інші литовські періодичні видання. Давайніс-Сільвестрайтіс надсилав примірники Litwa до кількох польських, білоруських, латвійських та українських періодичних видань. Низький наклад спричинив фінансові труднощі. У 1910 році Šaltinis і Lietuvos ūkininkas опублікували публічні заклики надсилати фінансову підтримку газеті. У 1913 році вона була на межі банкрутства і звернулася за допомогою до Юозаса Тумаса-Вайжгантаса. Проте було зібрано лише невеликі суми, і газета припинила існування у травні 1914 року.

## Lud
У Litwa була детальніша програма щодо протидії полонізації Вільнюса та Віленської губернії. Це згодом призвело до створення окремого польськомовного журналу Lud у січні 1912 року (він припинив існування на початку 1913 року). Проєкт був запропонований у Lietuvos žinios, підтриманий членами Литовської демократичної партії та доручений Давайнісу-Сільвестрайтісу для редагування та видання. Основною метою журналу було спонукати «ополячених» селян «повернутися» до своїх литовських коренів, і він переважно публікував статті про використання польської мови в католицьких церквах та спроби запровадити літургії та служби литовською мовою. Такі зусилля сягають корінням у боротьбу Дванадцяти апостолів Вільнюса за Церкву Святого Миколая для литовської громади у Вільнюсі. Lud був більш дидактичним і наполегливим щодо мовного питання; він стверджував, що ті, хто відмовляється від рідної мови, відкидають Бога, своїх батьків і предків, а також свою батьківщину. Інша газета, спрямована на «білорусизованих» литовців (тобто тих, хто розмовляв білоруською мовою), була запропонована священником Йонасом Жилюсом-Йонілою у 1909 році, але проєкт не отримав значної підтримки.

## Зовнішні посилання
- Повнотекстові архіви Літви
- Повнотекстові архіви Lud